# John Pelan
John C. Pelan (Seattle, 19 de julio de 1957-Albuquerque, 12 de abril de 2021) fue un autor, novelista y editor estadounidense de los géneros de ciencia ficción de pequeña prensa, ficción extraña y de terror.

## Biografía
Fundó Axolotl Press en 1986 y publicó varios volúmenes de autores como Tim Powers, Charles de Lint, Michael Shea y James Blaylock. Después de esto, fundó Darkside Press, Silver Salamander Press y cofundó Midnight House. Darkside Press imprimió clásicos de ciencia ficción, Midnight House publicó clásicos de ficción de terror (incluidos Charles Birkin, Jane Rice y RR Ryan) y Silver Salamander Press se dedicó a nuevas obras de terror moderno, pero los tres han estado inactivos desde 2006.
Ha editado más de dos docenas de colecciones y novelas de un solo autor de autores como Russell Kirk, Violet Hunt y Fritz Leiber para varias editoriales, incluida Ash-Tree Press. Ha trabajado en el montaje de colecciones de Uel Key, Daniel F. Galouye y Richard B. Gamon. También fue editor de varias antologías de "nueva ficción", como Darkside: Horror for the Next Millennium, The Devil Is Not Mocked, The Last Continent: New Tales of Zothique, The Children of Cthulhu y The Darker, esta última fue ganadora del premio Bram Stoker.[cita requerida]
Los cuentos de Pelan han aparecido en Carpe Noctem, The Urbanite, Enigmatic Tales y en línea en Gothic.net y Horrorfind.com. Su primera novela, la obra lovecraftiana El color de la oscuridad, fue publicada por Cemetery Dance Publications.
Falleció el 12 de abril de 2021 en Alburquerque a causa de un ataque cardíaco.